# آبي ستاينر
آبي كاثرين ستاينر (ولدت في 24 نوفمبر 1999) هي عداءة أمريكية في سباقات المضمار والميدان. وهي حاملة الرقم القياسي الأمريكي في سباق 200 متر داخل الصالات. 200م و300م، وحاملة الرقم القياسي في الرابطة الوطنية لرياضة الجامعات الدرجة الأولى في سباق 200 متر. تحمل آبي أفضل أرقامه الشخصية وهي 10.90 ثانية على مسافة 100 متر و 21.77 ثانية على مدى 200م.

## الحياة المبكرة والتنمية
نشأت آبي في ضاحية كولومبوس في دبلن بولاية أوهايو، وركزت بشكل أساسي على كرة القدم، ولم تبدأ في ممارسة رياضة الجري إلا في الصف الثامن. لقد لعبت دور البطولة في كلا الرياضتين في مدرسة دوبلن كوفمان الثانوية. على الرغم من غيابها عن الملاعب لأغلب العام بسبب تمزق في الرباط الصليبي الأمامي، إلا أنها كانت لاعبة كرة قدم على مستوى الولاية، بينما سجلت أربعة أرقام قياسية في المدارس الثانوية على مستوى الولاية، وفازت بـ 14 بطولة فردية وبطولتين تتابع على مستوى الولاية في المضمار. كانت آبي رياضية حاصلة على منحة دراسية مزدوجة في جامعة كنتاكي (المملكة المتحدة)، وبدأت مسيرتها الجامعية في عام 2018 كلاعبة كرة قدم ورياضية في المضمار.
بعد موسم كرة القدم الأول في عام 2018، حيث بدأت جميع المباريات الـ19 لصالح المملكة المتحدة، وسجلت هدفين وسجلت خمس تمريرات حاسمة، تركت آبي كرة القدم للتركيز على المضمار بدوام كامل. في مقابلة عام 2022 مع صحيفة هيرالد-ليدر في ليكزينغتون، وهي الصحيفة اليومية لمدينة ليكسينجتون، موطن المملكة المتحدة، استشهدت آبي بهذا القرار باعتباره مفتاحًا لتطوير مسارها:
بالسابق، مع كرة القدم، كنت أتدرب على كرة القدم في الخريف، ثم أنتقل إلى ألعاب القوى. أعتقد أن من المهم جدًا أن أسمح لنفسي بالتفرغ الكامل لعملية جدولة التدريب التي نقوم بها، لذا فإن التدريب في الخريف ثم الانتقال إلى الموسم الداخلي والخارجي، كل ذلك مهم جدًا في تطوير السرعة والوصول إلى المستوى الذي أطمح إليه.

## إحصائيات
- المعلومات من ملف تعريف ألعاب القوى العالمية ما لم يُذكر خلاف ذلك.[8]

### السجلات الشخصية
| حدث                                                   | الوقت/العلامة | الرياح (م/ث) | مكان                                           | تاريخ          | ملحوظات                                           |
| ----------------------------------------------------- | ------------- | ------------ | ---------------------------------------------- | -------------- | ------------------------------------------------- |
| 60 مترًا داخليًا                                        | 7.10          | —            | برمنغهام، ألاباما، الولايات المتحدة الأمريكية  | 12 مارس 2022   |                                                   |
| 100 متر                                               | 10.90         | +1.0         | ملعب هايوورد، يوجين، أوريغون، نحن              | 9 يونيو 2022   |                                                   |
| 200 متر                                               | 21.77         | -0.3         | ملعب هايوورد، يوجين، أوريغون، نحن              | 26 يونيو 2022  |                                                   |
| 200 متر الرابطة الوطنية لرياضة الجامعات الدرجة الأولى | 21.80         | +1.3         | ملعب هايوورد، يوجين، أوريغون، نحن              | 11 يونيو 2022  | سجل الرابطة الوطنية لرياضة الجامعات الدرجة الأولى |
| 200 متر داخلي                                         | 22.09         | —            | كوليج ستيشن، تكساس، الولايات المتحدة الأمريكية | 26 فبراير 2022 | الرقم القياسي الوطني 2 في كل العصور               |
| 300 متر داخلي                                         | 35.54         | —            | نيويورك، نيويورك، الولايات المتحدة الأمريكية   | 11 فبراير 2023 | الرقم القياسي الوطني 3 في كل العصور               |
| 400 متر داخلي                                         | 50.59         | —            | فاييتفيل، أركنساس، الولايات المتحدة الأمريكية  | 28 يناير 2023  |                                                   |

### البطولات الوطنية
| السنة | المنافسة                                                                   | الموقف      | الحدث            | الوقت/المار       | الرياح (م/س)  | الموقع               | ملحوظات           |
| ----- | -------------------------------------------------------------------------- | ----------- | ---------------- | ----------------- | ------------- | -------------------- | ----------------- |
| 2019  | بطولة الرابطة الوطنية لرياضة الجامعات الدرجة الأولى                        | الرابع عشر  | 200 متر          | 23.58             | —             | برمنغهام، ألاباما    |                   |
| 2019  | بطولة الرابطة الوطنية لرياضة الجامعات الدرجة الأولى                        | الثامنة     | رصيف 4 × 400 متر | 3:32.89           | —             | برمنغهام، ألاباما    |                   |
| 2019  | بطولة الرابطة الوطنية لرياضة الجامعات الدرجة الأولى للمرأة في الهواء الطلق | الحادي عشر  | 4 × 100 m        | 43.53             | أوستن، تكساس  |                      |                   |
| 2019  | بطولة الرابطة الوطنية لرياضة الجامعات الدرجة الأولى للمرأة في الهواء الطلق | العاشر      | 200 متر          | 23.00             | أوستن، تكساس  | (1.3)                |                   |
| 2019  | بطولة الرابطة الوطنية لرياضة الجامعات الدرجة الأولى للمرأة في الهواء الطلق | السادس      | رصيف 4 × 400 متر | 3:29.13           | أوستن، تكساس  |                      |                   |
| 2020  | بطولة الرابطة الوطنية لرياضة الجامعات الدرجة الأولى                        |             | 60 متر           |                   | —             | ألبوكيرك، نيو مكسيكو |                   |
| 2020  | بطولة الرابطة الوطنية لرياضة الجامعات الدرجة الأولى                        |             | 200 متر          |                   | —             | ألبوكيرك، نيو مكسيكو |                   |
| 2020  | بطولة الرابطة الوطنية لرياضة الجامعات الدرجة الأولى                        |             | رصيف 4 × 400 متر |                   | —             | ألبوكيرك، نيو مكسيكو |                   |
| 2021  | بطولة الرابطة الوطنية لرياضة الجامعات الدرجة الأولى                        | الخامسة عشر | 60 متر           | 7.38              | —             | فييتفيل، أركنساس     |                   |
| 2021  | بطولة الرابطة الوطنية لرياضة الجامعات الدرجة الأولى                        | الأول       | 200 متر          | 22.38             | —             | فييتفيل، أركنساس     | رقم قياسي البطولة |
| 2021  | بطولة الرابطة الوطنية لرياضة الجامعات الدرجة الأولى                        | الخامس      | رصيف 4 × 400 متر | 3:30.28           | —             | فييتفيل، أركنساس     |                   |
| 2022  | بطولة الرابطة الوطنية لرياضة الجامعات الدرجة الأولى                        | الثاني      | 60 متر           | 7.10              | —             | برمنغهام، ألاباما    | أفضل نتيجة شخصية  |
| 2022  | بطولة الرابطة الوطنية لرياضة الجامعات الدرجة الأولى                        | الأول       | 200 متر          | 22.16             | —             | برمنغهام، ألاباما    | رقم قياسي البطولة |
| 2022  | بطولة الرابطة الوطنية لرياضة الجامعات الدرجة الأولى                        | الثالث      | رصيف 4 × 400 متر | 3:28.77           | —             | برمنغهام، ألاباما    |                   |
| 2022  | بطولة الرابطة الوطنية لرياضة الجامعات الدرجة الأولى للمرأة في الهواء الطلق | الثالث      | 100 متر          | 11.08 (10.90 نصف) | 0.2 (1.0 نصف) | يوجين، أوريغون       | أفضل نتيجة شخصية  |
| 2022  | بطولة الرابطة الوطنية لرياضة الجامعات الدرجة الأولى للمرأة في الهواء الطلق | الأول       | 200 متر          | 21.80             | 1.3           | يوجين، أوريغون       | رقم قياسي البطولة |
| 2022  | بطولة الرابطة الوطنية لرياضة الجامعات الدرجة الأولى للمرأة في الهواء الطلق | الأول       | رصيف 4 × 400 متر | 3:22:55           |               | يوجين، أوريغون       | رقم قياسي البطولة |
| 2022  | بطولة الولايات المتحدة الأمريكية في الرياضة والملعب في الهواء الطلق        | الأول       | 200 متر          | 21.77             | (ب)           | يوجين، أوريغون       |                   |

- نتائج الرابطة الوطنية لرياضة الجامعات الدرجة الأولى من نظام الإبلاغ عن نتائج المضمار والميدان.[9]

### البطولات الدولية
| 2022 | بطولة العالم لألعاب القوى 2022 | ملعب هايوورد، الولايات المتحدة الأمريكية | الخامس | بطولة العالم لألعاب القوى 2022 – 200 متر سيدات                    | 22.26   |                                                     |
| 2022 | بطولة العالم لألعاب القوى 2022 | ملعب هايوورد، الولايات المتحدة الأمريكية | 1st    | بطولة العالم لألعاب القوى 2022 – سباق التتابع 4 × 100 متر للسيدات | 41.14   | الأفضل على مستوى العالم في الموسم/السنة،9.86 ينقسم  |
| 2022 | بطولة العالم لألعاب القوى 2022 | ملعب هايوورد، الولايات المتحدة الأمريكية | 1st    | بطولة العالم لألعاب القوى 2022 – سباق التتابع 4 × 400 متر للسيدات | 3:17.79 | الأفضل على مستوى العالم في الموسم/السنة،49.99 ينقسم |

## تكريمات أخرى
في عام 2022، تم تسمية آبي كمتلقية لنسخة المضمار والميدان من جائزة هوندا الرياضية، والتي تُمنح سنويًا لأفضل رياضية جامعية في كل من 12 رياضة نسائية في القسم الأول من الرابطة الوطنية لرياضة الجامعات الدرجة الأولى. حصلت أيضًا على جائزة أفضل رياضية من مؤتمر الجنوب الشرقي لعام 2022 في سباقات المضمار الداخلي والخارجي للسيدات. تخرجت آبي من المملكة المتحدة بدرجة البكالوريوس في علم الحركة وعلوم التمارين الرياضية (برنامج أكاديمي موجود في كلية التربية بالمملكة المتحدة) في مايو 2022. لقد تم قبولها في برنامج العلاج الطبيعي في المملكة المتحدة، ولكنها تؤجل تسجيلها للتركيز على مسيرتها المهنية في المضمار.
في 15 ديسمبر 2022، حصلت آبي على جائزة باورمان، وهي الجائزة السنوية لأفضل رياضية جامعية في ألعاب القوى.

## روابط خارجية
- Kentucky Wildcats bio
- آبي ستاينر على إنستغرام